# Mary Scott
Mary Edith Scott geb. Clarke (* 23. September 1888 in Waimate North in der Bay of Islands; † 16. Juli 1979 in Tokoroa) war eine neuseeländische Bestsellerautorin.

## Leben und Wirken
Scotts Familie gehörte zu den ersten Weißen, die sich im Zuge der Missionierung Neuseelands auf der Insel niederließen. Sie erhielt ihre Ausbildung in Napier und Auckland, wo sie Englisch, Französisch und Geschichte studierte. Sie begann an der Gisborne High School zu arbeiten, kehrte aber 1910 aufgrund eines Stipendiums nach Auckland zurück. Ab 1911 unterrichtete sie am Christchurch Technical College, kehrte aber bald erneut nach Auckland zurück, um weitere Studien aufzunehmen und dann Englisch an der Thames High School zu lehren, ehe sie 1914 den Farmer Walter Scott heiratete und in den Busch zog. Nach dreizehn Jahren und zwei katastrophalen Buschbränden gab die inzwischen sechsköpfige Familie ihre Farm in Strathallan auf und zog nach Ngutunui. Um ihren zwei jüngeren Kindern den Schulbesuch in der Stadt zu ermöglichen, nahm Mary Scott eine Arbeit als Bibliothekarin in Te Awamutu an.
Ab den 1920ern schrieb sie, z. T. unter den Pseudonymen Marten Stuart und J. Fiat, zahlreiche, meist autobiographisch inspirierte, heitere Artikel, Kurzgeschichten, Romane und Kriminalgeschichten, die großenteils in den 1960er-Jahren auch in deutscher Sprache bei Goldmann erschienen. Sie erreichten hohe Auflagen. 1930 war sie die Annual Discovery des New Zealand Artists' Annual. Nahezu 50 Jahre lang schrieb sie für den Dunedin Evening Star. Der große Durchbruch gelang ihr jedoch 1953 mit Breakfast at six (Frühstück um Sechs), einer Erzählung über die jungverheiratete Frau eines Schafzüchters, zu der nach und nach noch mehrere Fortsetzungsbände erschienen. Von 1953 bis 1978 schrieb sie im Durchschnitt etwa jedes Jahr ein Buch.
1958 überließ das Ehepaar Scott die Farm bei Ngutunui seinem Sohn Stuart und zog auf eine Schaffarm nach Arapuni. Zwei Jahre später starb Walter Scott, und Mary zog nach Howick und später zu einer ihrer Töchter nach Tirau.
Die National Zeitung Basel kommentierte ihre Werke folgendermaßen:
Dass Humor am besten über manches Ärgernis hinweghilft, beweist uns Mary Scott mit ihrer fröhlichen Erzählergabe; sie würzt alles mit einem Schuss gelungener Situationskomik und erreicht damit, dass sie ihren Lesern uneingeschränkte Freude bereitet.
Ihre Autobiographie Days that have been aus dem Jahr 1966 und ihr Werk The unwritten book von 1957 sprechen eine ernstere Sprache über die schwierigen Lebensbedingungen im Busch. Das Bild, das ihre populäreren Erzählungen vom Leben auf den Schaffarmen der Hinterwäldler vermitteln, glorifiziert den Zusammenhalt der wenigen Einwohner und die Vorzüge des Landlebens, ist aber eher einseitig.

## Werke
Autobiographie:
- Das waren schöne Zeiten. Mary Scott erzählt aus ihrem Leben – Days that have been (1966, dt. 1968)

Romane:
Susan und Larry-Reihe:
- Frühstück um Sechs. Ich und Paul und tausend Schafe – Breakfast at six (1953, dt. 1956)
- Mittagessen Nebensache – Dinner doesn't matter (1957, dt. 1958)
- Tee und Toast – Tea and biscuits (1962, dt. 1962)
- Und abends etwas Liebe – A change from mutton (1965, dt. 1966)
- Truthahn um zwölf – Turkey at twelve (1968, dt. 1969)
- Geliebtes Landleben – Shepherd's pie (1972, dt. 1973)
- Fremde Gäste – Strangers for tea (1975, dt. 1980)
- Übernachtung, Frühstück ausgeschlossen – Board, but no breakfast (1978, dt. 1981)

Freddie-Trilogie:
- Fröhliche Ferien am Meer – Families are fun (1956, dt. 1971)
- Kopf hoch, Freddie – No sad songs (1960, dt. 1975)
- Wann heiraten wir, Freddie? – Freddie (1965, dt. 1967)

Andere:
- Na endlich, Liebling – Yours to oblige (1954, dt. 1978)
- Es tut sich was im Paradies – Pippa in paradise (1955, dt. 1957)
- Onkel ist der Beste – One of the Family (1958, dt. 1975)
- Zum Weißen Elefanten – The White Elephant (1959, dt. 1970)
- Flitterwochen – The long honeymoon (1963, dt. 1970)
- Es ist ja so einfach – It's perfectly easy (1963, dt. 1964)
- Macht nichts, Darling – What does it matter? (1966, dt. 1967)
- Ja, Liebling – Yes, darling (1967, dt. 1968)
- Das Teehaus im Grünen – Strictly speaking (1969, dt. 1976)
- Hilfe, ich bin berühmt! – Haven't we met before? (1970, dt. 1971)
- Oh, diese Verwandtschaft! – If I don't, who will? (1971, dt. 1975)
- Verlieb dich nie in einen Tierarzt – First things first (1973, dt. 1974)
- Zärtliche Wildnis – It was meant (1974, dt. 1975)
- Das Jahr auf dem Lande – Away from it all (1977, dt. 1980)

Kriminalromane um Inspektor Wright und Jim Middleton (geschrieben zusammen mit Joyce West)
- Tod auf der Koppel – Fatal Lady (1960, dt. 1976)
- Lauter reizende Menschen – Such nice people (1962, dt. 1964)
- Das Geheimnis der Mangrovenbucht – The mangrove murder (1964, dt. 1974)
- Das Rätsel der Hibiskus-Brosche – No red herrings (1964, dt. 1977)
- Der Tote im Kofferraum – Who put it there? (1965, dt. 1975)

Die deutschen Ausgaben sind durchweg erstmals im Wilhelm-Goldmann-Verlag, München, erschienen, später teilweise auch in Buchgemeinschaftsausgaben oder Lizenzausgaben anderer Verlage.